# Penny Santon
Pour les articles homonymes, voir Santon.
Penny Santon (nom de scène de Pierina Burlando), née le 2 septembre 1916 à New York (État de New York) et morte le 12 mai 1999 à Burbank (Californie), est une actrice américaine.

## Biographie
Née de parents immigrés italiens à New York, Penny Santon débute au théâtre et joue une fois à Broadway en 1951, dans la pièce de Tennessee Williams La Rose tatouée, aux côtés de Maureen Stapleton et Eli Wallach.
Au cinéma, elle contribue à vingt-et-un films américains, depuis Mélodie interrompue de Curtis Bernhardt (1955, avec Eleanor Parker et Glenn Ford) jusqu'à Un bon flic de Heywood Gould (1991, avec Michael Keaton et Rene Russo). Entretemps, mentionnons Cette terre qui est mienne d'Henry King (1959, avec Rock Hudson et Jean Simmons), Une certaine rencontre de Robert Mulligan (1963, avec Steve McQueen et Natalie Wood), Funny Girl de William Wyler (1968, avec Barbra Streisand et Omar Sharif), ou encore Le Vainqueur de Bob Clark (1984, avec Sylvester Stallone et Dolly Parton).
Très active à la télévision américaine, elle apparaît dans cent-vingt-trois séries (notamment de western) entre 1952 et 1998, dont Les Incorruptibles (quatre épisodes, 1960-1964), Bonanza (cinq épisodes, 1960-1968), L'Homme de fer (deux épisodes, 1973-1974) et Matt Houston (intégrale de la saison 1, vingt-trois épisodes, 1982-1983).
S'ajoutent treize téléfilms, le premier diffusé en 1955 ; le dernier est À la recherche de mon fils de Mimi Leder (1993, avec Cybill Shepherd et John Heard).
Penny Santon meurt en 1999, à 82 ans.

## Théâtre à Broadway (intégrale)
- 1951 : La Rose tatouée (The Rose Tattoo) de Tennessee Williams, production de Cheryl Crawford, mise en scène de Daniel Mann, décors de Boris Aronson : Mariella

## Filmographie partielle

### Cinéma
- 1955 : Mélodie interrompue (Interrupted Melody) de Curtis Bernhardt : la secrétaire de Mme Gilly
- 1956 : Pleine de vie (Full of Life) de Richard Quine : Carla Rocco
- 1957 : Le Faux Coupable (The Wrong Man) d'Alfred Hitchcock : la voisine espagnole
- 1959 : Cette terre qui est mienne (This Earth Is Mine) d'Henry King : Mme Petucci
- 1959 : La Fin d'un voyou (Cry Tough) de Paul Stanley : Señora Estrada
- 1961 : Un pyjama pour deux (Lover Come Back) de Delbert Mann : une servante de l'hôtel
- 1961 : West Side Story de Robert Wise et Jerome Robbins : Mme Lucia
- 1963 : Une certaine rencontre (Love with the Proper Stranger) de Robert Mulligan : Mama Rossini
- 1963 : Le Combat du capitaine Newman (Captain Newman, M.D.) de David Miller : une serveuse au Blue Grotto
- 1967 : L'Espion au chapeau vert (The Spy in the Green Hat) de Joseph Sargent[1] : la grand-mère Monteri
- 1968 : Funny Girl de William Wyler : Mme Meeker
- 1968 : Don't Just Stand There de Ron Winston : Renée
- 1971 : Kotch le papy sitter (Kotch) de Jack Lemmon : Mme Segura
- 1979 : Danny Travis le justicier (The Last World) de Roy Boulting : Mme Tempino
- 1984 : Le Vainqueur (Rhinestone) de Bob Clark : la mère
- 1985 : Fletch aux trousses (Fletch) de Michael Ritchie : Velma Stanwyck
- 1986 : Short Circuit de John Badham : Mme Cepeda
- 1991 : Un bon flic (One Good Cop) de Heywood Gould : Mme Cristofaro

### Télévision

#### Séries

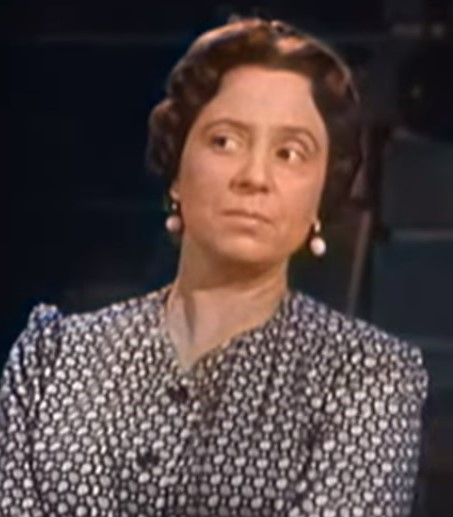
Dans Les Aventures de Jim Bowie, épisode Broomstick Wedding (1956)

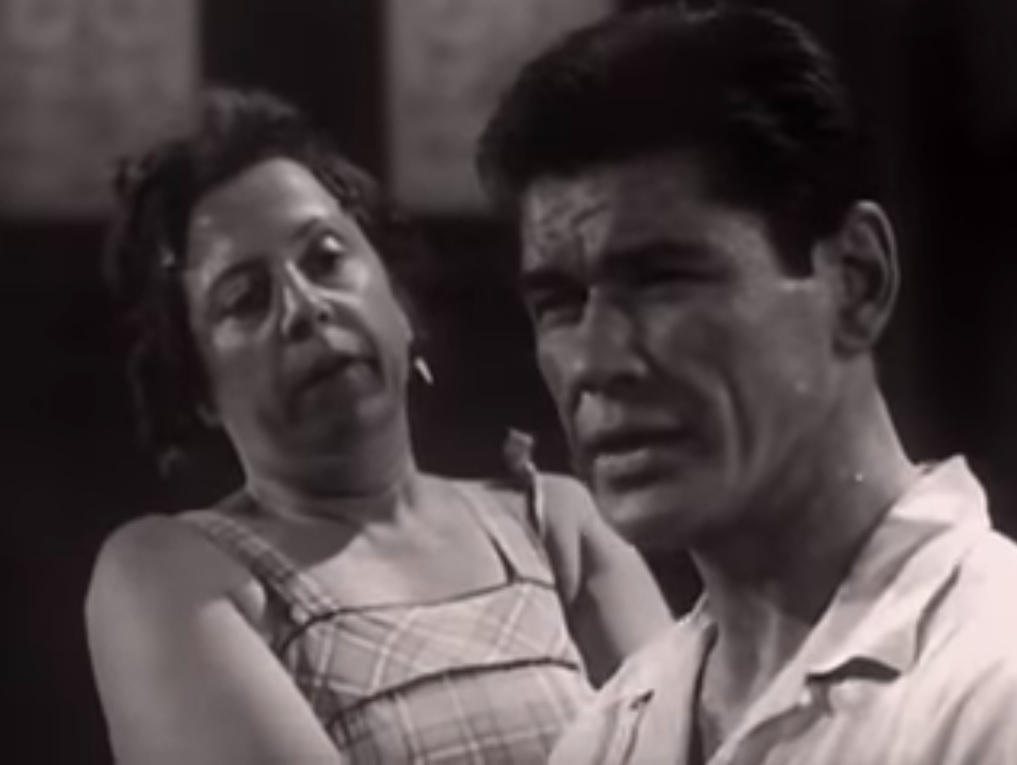
Avec Charles Bronson, dans Man with a Camera, épisode Six Faces of Satan (1958)

- 1956 : Alfred Hitchcock présente (Alfred Hitchcock Presents), saison 2, épisode 6 Toby de Robert Stevens : la locataire italienne
- 1956-1957 : Les Aventures de Jim Bowie (en) (The Adventures of Jim Bowie)
  - Saison 1, épisode 6 Broomstick Wedding (1956) de Lewis R. Foster : Mama Rojean
  - Saison 2, épisode 4 Counterfeit Dixie (1957 : Mme Benoit) et épisode 8 House Divided (1957 : Lisa Jeffers) de George Archainbaud
- 1956-1958 : Climax!
  - Saison 2, épisode 42 No Right to Kill (1956) de Buzz Kulik : Mme Sciaretti
  - Saison 4, épisode 18 The Secret Love of Johnny Spain (1958) d'Arthur Hiller : la mère de Johnny
- 1957 : Studio 57, saison 4, épisode 9 Rebel Rookie de Jus Addiss : rôle non spécifié
- 1958 : Schlitz Playhouse of Stars, saison 7, épisode 20 Heroes Never Grow Up de Don Weis : rôle non spécifié
- 1958 : Mike Hammer (Mickey Spillane's Mike Hammer), première série, saison 1, épisode 24 The Paper Shroud de Boris Sagal : Mama Chamini
- 1958 : Man with a Camera, saison 1, épisode 10 Six Faces of Satan de Boris Sagal : Mme Kraus
- 1959 : Zorro, saison 2, épisode 21 Où est le père ? (The Missing Father), épisode 22 Je vous prie de me croire (Please Believe Me) et épisode 23 Le Bijou révélateur (The Brooch) : Cresencia
- 1959-1961 : One Step Beyond
  - Saison 1, épisode 15 Le Trapéziste (The Aerialist, 1959) de John Newland : Mama Patruzzio
  - Saison 3, épisode 30 La Fleur de la révolution (Blood Flower, 1961) de John Newland : Señora Madrera
- 1960 : M Squad, saison 3, épisode 17 The Second Best Killer de Robert B. Sinclair : Mme Ryder
- 1960-1963 : Les Incorruptibles (The Untouchables)
  - Saison 1, épisode 17 Gangsters d'acier (One-Armed Bandits, 1960 : Emily Brodowski) et épisode 26 Banque privée (The Underworld Bank, 1960 : Mme Zagano) de Stuart Rosenberg
  - Saison 2, épisode 17 Un honnête homme (Augie « The Banker » Ciamano, 1961) : la femme de Gio
  - Saison 4, épisode 22 Le Garçon boucher (The Butcher's Boy, 1963) : Mme Romaldi
- 1960-1963 : 77 Sunset Strip
  - Saison 3, épisode 12 The Antwerp Caper (1960) de George Waggner : Mme Neuman
  - Saison 4, épisode 33 The Lovely American (1962) de Michael O'Herlihy : Signora Mello
  - Saison 5, épisode 5 The Floating Man (1962) d'Irving J. Moore : Mme Elster
  - Saison 6, épisode 1 5, Part I (1963 : la première mère) de William Conrad et épisode 13 Bonus Baby (1963 : Rosa Pucci) de Leo Penn
- 1960-1968 : Bonanza
  - Saison 1, épisode 16 Le Grand Rouge (El Toro Grande, 1960) de Christian Nyby : Esmeralda Lopez
  - Saison 3, épisode 26 La Tête dans les étoiles (Look to the Stars, 1962) de Don McDougall : Rosalie Michelson
  - Saison 7, épisode 29 Une grande ombre sur la terre (Big Shadow on the Land, 1966) de William F. Claxton : Maria Rossi
  - Saison 8, épisode 27 Le Dilemme (The Deed and the Dilemma, 1967) de William F. Claxton : Maria Rossi
  - Saison 10, épisode 10 Les Tambours de la discorde (Sound of Drums, 1968) : Maria Rossi
- 1961 : Route 66 (titre original), saison 1, épisode 18 Sleep on Four Pillows de Ted Post : Stella Lombardi
- 1961 : Rawhide, saison 4, épisode 1 Rio Salado (Incident at Rio Salado) de Ted Post : une servante
- 1962-1964 : Le Jeune Docteur Kildare (Dr. Kildare)
  - Saison 1, épisode 15 My Brother, the Doctor (1962) de Boris Sagal : Ruth Agurski
  - Saison 3, épisode 19 Onions, Garlic and Flowers That Bloom in the Spring (1964) de John Newland : Mme Conti
- 1962-1965 : Ben Casey
  - Saison 1, épisode 15 Imagine a Long Bright Corridor (1962) d'Arthur Hiller : Mme Escobar
  - Saison 5, épisode 12 The Man from Quasilia (1965) d'Irving Lerner : Mme Bedoya
- 1963 : La Grande Caravane (Wagon Train), saison 6, épisode 27 The Adam MacKenzie Story de Virgil W. Vogel : Carlota Perez
- 1963 : Combat !, saison 1, épisode 26 The Battles of the Roses : Celeste Fourant
- 1965 : Peyton Place, feuilleton, épisode 72 (sans titre) de Walter Doniger : Mme Zito
- 1965 : Sur le pont, la marine ! (McHale's Navy), saison 4, épisode 15 The Return of Giuseppe : Theresa Maggiore
- 1965-1966 : Mon Martien favori (My Favorite Martian), saison 3, épisode 4 Keep Me from the Church on Time (1965 : Mlle Gonzales) de John Erman et épisode 23 When a Martian Makes His Violin Crime (1966 : la grand-mère) de John Erman
- 1966 : Des agents très spéciaux (The Man from U.N.C.L.E.), saison 3, épisodes 11 et 12 L'Espion au chapeau vert, 1re et 2e parties (The Concrete Overcoat Affair, Pats I & II) de Joseph Sargent : la grand-mère Monteri
- 1966 : Annie, agent très spécial (The Girl from U.N.C.L.E.), saison unique, épisode 13 Petit John Doe (The Little John Doe Affair) de Leo Penn : la servante de Linen
- 1968 : Le Grand Chaparral (The High Chaparral), saison 1, épisode 27 A Joyful Noise de Richard Benedict : Sœur Angelica
- 1969 : Les Règles du jeu (The Name of the Game), saison 1, épisode 21 L'Ambitieux (Keep the Doctor Away) de Barry Shear : l'infirmière en chef
- 1969 : Docteur Marcus Welby (Marcus Welby, M.D.), épisode pilote A Matter of Humanities de David Lowell Rich : Consuelo Guadalupe Lopez
- 1971 : Ma sorcière bien-aimée (Bewitched), saison 8, épisode 5 Les Baldoni (Bewitched, Bothered and Baldoni) de William Asher : Isabella Baldoni
- 1972 : Search, saison unique, épisode 6 Histoires d'histoires (Live Men Tell Tales) de Marc Daniels : la concierge
- 1972 : Les Rues de San Francisco (The Streets of San Francisco), saison 1, épisode 10 Le Vol des sauterelles (The Year of the Locusts) : Ma Ferguson
- 1973 : Auto-patrouille (Adam-12)
  - Saison 5, épisode 14 Clear with a Civilian, Part I : Mary Maxwell
  - Saison 6, épisode 7 Van Nuys Division: Pete's Mustache : la voleuse à l'étalage
- 1973-1974 : L'Homme de fer (Ironside)
  - Saison 7, épisode 8 La Pente fatale (Downhill all the Way, 1973) de Don Weis : la femme de l'épicier
  - Saison 8, épisode 3 Félicitations Mark (What's New with Mark?, 1974)  de Charles S. Dubin : Mme Kapati
- 1974 : Kojak, saison 1, épisode 10 En cage (Cop in a Cage) de Charles S. Dubin : Sophie
- 1974 : Le Magicien (The Magician), saison unique, épisode 14 La Femme d'acier (The Illusion of the Stainless Steel Lady) d'Alexander Singer : Shirley
- 1974 : Chase, saison unique, épisode 21 Eighty-Six Proof TNT : Mme Katz
- 1975 : Dossiers brûlants (Kolchak: The Night Stalker), saison unique, épisode 19 Le Jeune Meurtrier (The Youth Killer) de Don McDougall : la mère
- 1976 : Sergent Anderson (Police Woman), saison 2, épisode 20 Génération du mal (Generation of Evil) de Corey Allen : Mama Rossini
- 1978 : Lou Grant, saison 1, épisode 14 Airliner de Mel Damski : Tante Rose
- 1978 : Laverne and Shirley, saison 4, épisodes 1 et 2 Festival, Parts I & II d'Alan Myerson : la grand-mère DeFazio
- 1979 : 200 dollars plus les frais (The Rockford Files), saison 5, épisode 16 L'Homme qui voyait des alligators (The Man Who Saw the Alligators) de Corey Allen : Mme Gagglio
- 1982 : Hooker (T.J. Hooker), saison 1, épisode 1 Les Protecteurs (The Protectors) de Cliff Bole : Mme Martinez
- 1982-1983 : Matt Houston, saison 1 (intégrale), 23 épisodes : Mama Rosa Novelli
- 1983 : Hôpital St Elsewhere (St Elsewhere), saison 2, épisode 8 Eve (All About Eve) de David Anspaugh : Frannie Catalano
- 1984 : L'Homme qui tombe à pic (The Fall Guy), saison 3, épisode 17 La Médaille d'or (Olympic Quest) de Georg Stanford Brown : Mme Vincenzo
- 1984 : Les Routes du paradis (Highway to Heaven), saison 1, épisode 3 Le Ciel (To Touch the Moon) de Michael Landon : la grand-mère Rizzo
- 1984 : Supercopter (Airwolf), saison 2, épisode 5 La Chasse à l'homme (The Hunted) : la propriétaire du magasin
- 1984 : Les Enquêtes de Remington Steele (Remington Steele), saison 3, épisode 7 Portefeuille plein de surprises (A Pocketful of Steele) : Mama
- 1986 : Rick Hunter (Hunter), saison 2, épisode 15 Ferrailles (Scrap Metal) : Mme Fiori
- 1985-1986 : Capitaine Furillo (Hill Street Blues)
  - Saison 6, épisode 10 La Vierge et la Dinde de Noël (The Virgin and the Turkey, 1985) de John D. Hancock : Barbara Furillo
  - Saison 7, épisode 9 Rêves et Cauchemars (Fathers and Guns, 1986) : Barbara Furillo
- 1986 : Des jours et des vies (Days of our Lives), feuilleton, épisode 5373 (sans titre) : l'infirmière Crutcher
- 1986-1988 : Cagney et Lacey (Cagney and Lacey)
  - Saison 5, épisode 17 Post Partum (1986) de Georg Stanford Brown : Muriel Lacey
  - Saison 6, épisode 16 To Sir, with Love (1987) de Ray Danton : Muriel Lacey
  - Saison 7, épisode 10 Old Flames (1988) de Reza Badiyi et épisode 19 Friendly Fire (1988) de Reza Badiyi : Muriel Lacey
- 1987 : Starman, saison unique, épisode 18 Le Mariage (The Wedding) de Nick Marck : Tante Rose
- 1987 : Clair de lune (Moonlighting), saison 4, épisode 6 Dave la main froide, 2e partie (Cool Hand Dave, Part II) d'Allan Arkush : Mme Palmer
- 1988 : La Loi de Los Angeles (L.A. Law), saison 2, épisode 10 Le Droit au bonheur (Full Marital Jacket) : Tessa Gianelli
- 1988 : Arabesque (Murder, She Wrote), saison 4, épisode 21 Meurtre en différé (Deadpan) d'E. W. Swackhamer : Mme Rizzo
- 1990 : Code Quantum (Quantum Leap), saison 3, épisode 3 Au nom du père (Leap of Faith – August 19, 1963) de James Whitmore Jr. : la sœur de Monchelli
- 1990-1993 : Corky, un adolescent pas comme les autres (Life Goes On), saisons 1 à 4, 12 épisodes : Teresa Giordano
- 1991-1994 : Columbo
  - Saison 11, épisode 1 Meurtre au champagne (Death Hits the Jackpot) de Vincent McEveety : Momma
  - Saison 13, épisode 3 Columbo change de peau (Undercover) de Vincent McEveety : Lucia
- 1994-1995 : L'Homme à la Rolls (Burke's Law), deuxième série
  - Saison 1, épisode 9 Qui a tué l'avocat ? (Who Killed the Legal Eagle?, 1994) de Richard Lang : Mme Piatti
  - Saison 2, épisode 10 Qui a tué le roi du néfaste-food ? (Who Killed Cock-a-Doodle Dooley?, 1995) et épisode 12 Qui a tué le parfumeur ? (Who Killed the Sweet Smell of Success?, 1995) de Tony Mordente : Mme Piatti
- 1995 : Bienvenue en Alaska (Northern Exposure), saison 6, épisode 18 Viva Italia (Little Italy) : Mama Grippo
- 1996 : Murphy Brown, saison 9, épisode 3 A Comedy of Eros de Peter Bonerz : la grand-mère Louisa
- 1997 : Friends, saison 3, épisode 11 Celui qui ne s'y retrouvait pas (The One Where Chandler Can't Remember Which Sister) : Nonna

#### Téléfilms
- 1970 : A Storm in Summer de Buzz Kulik : Mme Gold
- 1971 : The Impatient Heart de John Badham : Mme Esposito
- 1973 : L'Homme qui s'appelait Jean (Portrait: A Man Whose Name Was John) de Buzz Kulik : Maria Roncalli
- 1974 : The Last Angry Man de Jerrold Freedman : Mme Parelli
- 1975 : The Legend of Valentino de Melville Shavelson : Mme Tullio
- 1979 : Ton nom est Jonah (…And Your Name Is Jonah) de Richard Michaels : la grand-mère
- 1982 : Moonlight de Jackie Cooper et Rod Holcomb : Josephine Barbella
- 1983 : When Your Lover Leaves de Jeff Bleckner : Flora
- 1993 : À la recherche de mon fils (There Was a Little Boy) de Mimi Leder : Maria

## Note et référence
1. ↑  Version pour le cinéma des deux épisodes ci-dessus visés (1966) de la série Des agents très spéciaux.